# Jacques Létourneau (syndicaliste)
Pour les articles homonymes, voir Jacques Létourneau.
Jacques Létourneau (né le 30 janvier 1963 à Thetford Mines, Québec) est un syndicaliste canadien. Il est président de la Confédération des syndicats nationaux (CSN) de 2012 à 2021.
Il est candidat aux élections municipales de Longueuil en 2021 pour le parti Action Longueuil. Il est battu par Catherine Fournier.
De 2023 à 2024, il co-anime la chronique "On passe la gratte" avec Nathalie Normandeau et Christian Dufour sur les ondes du 98.5 FM.